# 12 Heures de Sebring 1980
Navigation
Édition précédente Édition suivante
Les 12 Heures de Sebring 1980 sont la 28e édition de l'épreuve et la 2e manche du championnat IMSA GT 1980. Elles ont été remportées le 22 mars 1980 par la Porsche 935 no 6 pilotée par John Fitzpatrick et Dick Barbour.

## Circuit

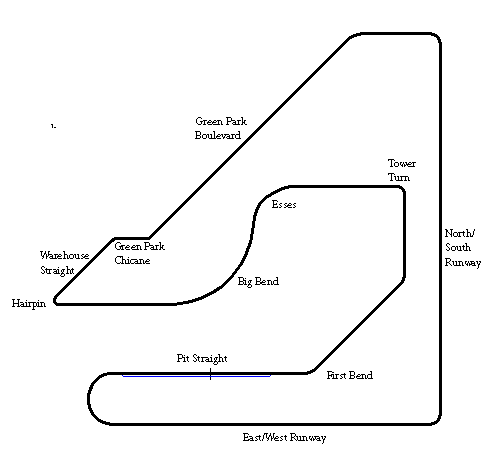
Le Sebring International Raceway, cadre des 12 Heures de Sebring 1980.

Les 12 Heures de Sebring 1980 se déroulent sur le Sebring International Raceway situé en Floride. Il est composé de deux longues lignes droites, séparées par des courbes rapides ainsi que quelques chicanes. Le tracé actuel diffère de celui de l'époque. Ce tracé a un grand passé historique car il est utilisé pour des courses automobiles depuis 1950. Ce circuit est célèbre car il a accueilli la Formule 1.

## Résultats
Voici le classement au terme de la course.
- Les vainqueurs de chaque catégorie sont signalés par un fond jauni.

| 1             | GTX | 6  | Dick Barbour Racing           | John Fitzpatrick Dick Barbour                          | Porsche 935K3            | 253 |
| 2             | GTX | 0  | Interscope Racing             | Ted Field Danny Ongais                                 | Porsche 935K3/80         | 250 |
| 3             | GTX | 93 | Whittington Bros.             | Don Whittington Bill Whittington Dale Whittington (en) | Porsche 935K3            | 247 |
| 4             | GTX | 09 | Thunderbird Swap Shop         | John Paul Preston Henn Al Holbert                      | Porsche 935K3            | 239 |
| 5             | GTX | 05 | Mendez Woods Akin             | Bob Akin Roy Woods Skeeter McKitterick                 | Porsche 935K3            | 232 |
| 6             | GTO | 44 | Group 44                      | Bob Tullius Bill Adam                                  | Triumph TR8              | 230 |
| 7             | GTX | 9  | Dick Barbour Racing           | Bob Garretson Bobby Rahal Kees Nierop                  | Porsche 935K3            | 227 |
| 8             | GTX | 07 | Ludwig Heimrath               | Ludwig Heimrath Johnny Rutherford Carlos Moran         | Porsche 935              | 224 |
| 9             | GTU | 77 | Mandeville Racing             | Roger Mandeville Jim Downing Brad Frisselle            | Mazda RX-7               | 222 |
| 10            | GTX | 86 | Bayside Disposal Racing       | Peter Gregg Hurley Haywood Bruce Leven                 | Porsche 935/77A          | 220 |
| 11            | GTO | 03 | Toyota Village                | Werner Frank James Brolin                              | Porsche 934              | 213 |
| 12            | GTO | 92 | Framm Promotions              | Roger Schramm Rudy Bartling                            | Porsche Carrera RSR      | 213 |
| 13            | GTU | 95 | Mike Ramirez                  | Mike Ramirez Manuel Villa Luis Gordillo                | Porsche 911              | 212 |
| 14            | GTU | 96 | NTS Racing                    | Sam Posey George Alderman Fred Stiff                   | Datsun 240Z              | 211 |
| 15            | GTO | 37 | Botero Racing                 | Honorato Espinosa Jorge Cortes                         | Porsche Carrera          | 211 |
| 16            | GTU | 81 | Trinity Racing                | Mark Welch Tom Winters Jim Cook                        | Mazda RX-7               | 210 |
| 17            | GTU | 34 | Drolsom Racing                | George Drolsom Bill Johnson Rob Hoskins                | Porsche 911              | 206 |
| 18            | GTO | 56 | Rick Borlase                  | Rick Borlase Don Kravig Michael Hammond                | Porsche 911              | 205 |
| 19            | GTU | 22 | R & H Racing                  | Gary Hirsch Rainer Brezinka Peter Aschenbrenner        | Porsche 914/6            | 205 |
| 20            | GTO | 98 | Van Every Racing              | Lance Van Every Ash Tisdelle                           | Porsche Carrera RSR      | 195 |
| 21            | GTO | 90 | Bob's Speed Products          | Bob Lee Rick Kump Jim Leo                              | AMC AMX                  | 191 |
| 22            | GTU | 87 | Der Klaus Haus                | Klaus Bitterauf James Moxley Vicki Smith               | Porsche 911              | 185 |
| 23            | GTU | 31 | Lopez Bros.                   | Juan Lopez Jose Arzeno                                 | Porsche 911              | 179 |
| 24            | GTO | 60 | Bill Ferran                   | Bill Ferran Rusty Bond Jack Refenning                  | Porsche Carrera RSR      | 172 |
| 25            | GTX | 25 | Red Lobster Racing            | Dave Cowart Kenper Miller Derek Bell                   | BMW M1                   | 172 |
| 26            | GTO | 49 | Tortilla Flats Racing         | Warwick Henderson Bob Copeman John Humphreys           | Porsche Carrera          | 166 |
| 27            | GTU | 57 | Personalized Porsche          | Wayne Baker Jeff Scott Dan Gilliland                   | Porsche 914/4            | 163 |
| 28            | GTU | 78 | Revolution Wheels             | Bruce Nesbitt Alan Johnson                             | Mazda RX-2               | 162 |
| 29            | GTO | 99 | National Jets                 | Russ Boy Tom Hunt                                      | Chevrolet Corvette       | 160 |
| 30            | GTU | 79 | Sports Ltd. Racing            | Bob Bergstrom Pat Bedard                               | Mazda RX-7               | 148 |
| 31            | GTO | 84 | Bard Boand Racing             | Bard Boand Robert Kivela Ray Irwin                     | Chevrolet Corvette       | 140 |
| 32            | GTX | 27 | Holley & LaGrow               | Kenneth LaGrow William Boyer Jack Turner               | Chevrolet Camaro         | 138 |
| 33            | GTO | 58 | Coco Lopez Pina Colada        | Mandy Gonzalez Diego Febles Chiqui Soldevilla          | Porsche 934              | 135 |
| 34            | GTO | 40 | Joe Cotrone                   | Joe Cotrone Emory Donaldson Phil Currin                | Chevrolet Corvette       | 106 |
| Abandons      |     |    |                               |                                                        |                          |     |
| 35            | GTO | 68 | Porsche Montecarlo            | Luis Mendez Jaime Rodriguez Ernesto Soto               | Porsche Carrera RSR      | 216 |
| 36            | GTO | 54 | Montura Racing                | Tony Garcia Albert Naon Terry Herman                   | Porsche Carrera RSR      | 187 |
| 37            | GTO | 46 | de Narváez Enterprises        | Mauricio de Narváez Ricardo Londoño                    | Porsche Carrera RSR      | 177 |
| 38            | GTX | 30 | Electrodyne Moretti           | Giampiero Moretti Giorgio Pianta Renzo Zorzi           | Porsche 935J             | 176 |
| 39            | GTU | 24 | DiLella Racing                | Vince DiLella Manuel Cueto                             | Porsche 914/6            | 172 |
| 40            | GTX | 80 | All Canadian Peerless         | Maurice Carter Craig Carter Murray Edwards             | Chevrolet Camaro         | 167 |
| 41            | GTU | 08 | Moran Construction            | Ray Ratcliff Marion Speer Terry Wolters                | Porsche 911              | 161 |
| 42            | GTO | 51 | Kirby-Hitchcock Racing        | Robert Kirby Freddy Baker Michael Sherwin              | Porsche Carrera RSR      | 153 |
| 43            | GTO | 88 | Herb Adams V.S.E.             | Herb Adams Jerry Thompson                              | Pontiac Fire-Am          | 146 |
| 44            | GTU | 82 | Trinity Racing                | John Casey Steve Dietrich Lee Mueller                  | Mazda RX-7               | 123 |
| 45            | GTU | 73 | Z & W Enterprises             | Pierre Honegger Mark Hutchins Walt Bohren              | Mazda RX-7               | 118 |
| 46            | GTO | 06 | Fassler-Mullen Racing         | Jim Mullen Paul Fassler Craig Siebert                  | Porsche Carrera          | 108 |
| 47            | GTO | 21 | Oftedahl Trucking             | Bob Young Bob Lazier                                   | Chevrolet Camaro         | 101 |
| 48            | GTX | 3  | Jim Busby Industries          | Jim Busby Bruce Jenner Rick Knoop                      | March-BMW M1             | 100 |
| 49            | GTX | 55 | Condor Racing                 | Ralph Kent-Cooke Lyn St. James                         | Porsche 935              | 87  |
| 50            | GTU | 70 | Chris Doyle                   | Chris Doyle Charles Guest Mike Meyer                   | Mazda RX-7               | 87  |
| 51            | GTX | 7  | Caribbean AMC Jeep            | Lou Statzer Amos Johnson Dennis Shaw                   | AMC Spirit               | 84  |
| 52            | GTO | 32 | Scorpio Racing                | Enrique Molins Carlos Pineda Eduardo Barrientos        | Porsche Carrera RSR      | 80  |
| 53            | GTO | 10 | Oftedahl Trucking             | Dave Heinz Bob Nagel                                   | Chevrolet Camaro         | 74  |
| 54            | GTO | 38 | Boricua Racing                | Bonky Fernandez Tato Ferrer Ulrich Lange               | Porsche Carrera RSR      | 73  |
| 55            | GTU | 23 | Metalcraft Racing             | Bob Zulkowski Dennis Brisken Gary Nylander             | Porsche 914/6            | 73  |
| 56            | GTU | 71 | Bruce Jennings                | Bruce Jennings Bill Bean Tom Ashby                     | Porsche 911              | 69  |
| 57            | GTO | 83 | David Deacon                  | David Deacon Peter Moennick                            | Porsche Carrera          | 63  |
| 58            | GTO | 15 | Bavarian Motors International | Alf Gebhardt Bruno Beilcke                             | BMW CSL                  | 63  |
| 59            | GTO | 14 | George Garcia                 | George Garcia Vic Shinn Daniel Vilarchao               | Chevrolet Corvette       | 63  |
| 60            | GTX | 4  | Dick Barbour Racing           | Buzz Marcus Bob Harmon Marty Hinze                     | Porsche 935              | 52  |
| 61            | GTX | 13 | Andial Racing                 | Randolph Townsend John Morton Howard Meister           | Porsche 935              | 52  |
| 62            | GTU | 35 | Janis Taylor                  | Del Russo Taylor Janis Taylor Dave Cavenaugh           | Alfa Romeo Alfetta       | 51  |
| 63            | GTX | 50 | Shulnburg Scrap Metal         | Robert Shulnburg Michael Keyser Tim Morgan             | Chevrolet Corvette       | 49  |
| 64            | GTX | 5  | Mendez Woods Akin             | Charles Mendez Brian Redman Paul Miller (de)           | Porsche 935K3            | 49  |
| 65            | GTO | 41 | Jones Industries Racing       | Herb Jones Steve Faul Kent Combs                       | Buick Skylark            | 43  |
| 66            | GTU | 66 | George Shafer                 | George Shafer Craig Shafer Al Crookston                | Datsun 240Z              | 37  |
| 67            | GTO | 89 | Hector Huerta Racing          | Ernesto Soto Luis Rodriguez Delfino                    | Porsche Carrera          | 35  |
| 68            | GTX | 02 | T & R Racing                  | Tico Almeida Rene Rodriguez Gabriel Riano              | Chevrolet Corvette       | 33  |
| 69            | GTO | 65 | Jeff Loving                   | Ralph Noseda Jeff Loving Richard Small                 | Chevrolet Camaro         | 28  |
| 70            | GTO | 48 | Dynasales                     | John Carusso                                           | Chevrolet Corvette       | 28  |
| 71            | GTO | 12 | Performance Marine            | Ford Smith Bruce Jernigan Jimmy Tumbleston             | Chevrolet Camaro         | 28  |
| 72            | GTU | 8  | A. I. Honda                   | Anatoly Arutunoff José Marina                          | Lancia Stratos           | 23  |
| 73            | GTU | 85 | John Hulen                    | John Hulen Ron Coupland                                | Porsche 914/6            | 20  |
| 74            | GTO | 17 | Tim Chitwood                  | Tim Chitwood Sam Fillingham Vince Gimondo              | Chevrolet Nova           | 19  |
| 75            | GTO | 28 | Hamilton House Racing         | Robert Overby Joseph Hamilton Herb Forrest             | Porsche 911              | 12  |
| 76            | GTU | 74 | Z & W Enterprises             | Carlos Ramirez Neale Messina Chester Vincentz          | Mazda RX-7               | 8   |
| 77            | GTO | 61 | Tim Morgan                    | Vince Muzzin Marcus Opie Tim Evans                     | Chevrolet Corvette       | 5   |
| 78            | GTX | 62 | Tom's Dome Kegel Enterprises  | Nobuhide Tachi Bill Koll Tim Sharp                     | Dome Toyota Celica Turbo | 4   |
| 79            | GTU | 36 | Case Racing                   | Dave Panaccione Ron Case Jack Rynerson                 | Porsche 911              | 4   |
| Non partants  |     |    |                               |                                                        |                          |     |
| 80            | GTO | 47 | Dennis Mikell                 | Terry Keller Bob Gray Scott Chapman                    | Chevrolet Corvette       |     |
| 81            | GTX | 53 | Bruce Leven                   | Bruce Leven Hurley Haywood                             | Porsche 935              |     |
| 83            | GTU | 67 | Manuel Quintana Racing        | Manuel Quintana Fernando Garcia                        | Porsche 911              |     |
| Non qualifiés |     |    |                               |                                                        |                          |     |
| 84            | GTU | 39 | John Ellerman                 | Jack Ellerman Diego Londoño                            | BMW 2002                 |     |
| 85            | GTU | 45 | Magic Engineering             | Mark Trumbull Peter Flanagan                           | Datsun 510               |     |